# مورتون د. هال
مورتون د. هال (بالإنجليزية: Morton D. Hull)‏ (و. 1867 – 1937 م) هو سياسي، محام من الولايات المتحدة الأمريكية ولد في شيكاغو.

## التعليم
تعلم في جامعة هارفارد.